# Naturstien Horsens-Silkeborg
Naturstien Horsens-Silkeborg eller Bryrupbanestien er en sti, der ligger mellem Horsens og Silkeborg. Den er beregnet til færdsel på cykel, til fods, på rulleskøjter eller til hest og er 60 kilometer lang. 
Stien er oprettet efter nedlæggelsen af Horsens-Bryrup-Silkeborg Jernbane i 1968.

## Stiens forløb
Stien forløber principielt i jernbanens tracé. I realiteten går den dog ikke fra Horsens Station, men fra hovedindgangen til Bygholm Park. Bryrupbanestien følger igen banetracéen for enden af Studentervænget helt ud til Skanderborgvej, hvor den føres under denne. Som følge af at stien er "skåret over" ved Den Østjyske Motorvej, E45, er der opsat skilte med alternative ruter ad små mark- og skovveje. Det forlænger turen og er lidet attraktivt for cyklister. 
Også på den centrale strækning mellem Bryrup og Vrads St. må cyklister og gående ud på små og stejle veje. Her løber Veteranbanen Bryrup-Vrads' spor.
Flere steder skal cyklister være opmærksomme på farlige krydsende veje, eftersom der ikke længere er bomme og blink i "overkørslerne".
Markveje og gårdindkørsler kan her og der have ødelagt stiens komfort og sikkerhed. I byerne Østbirk, Brædstrup og Bryrup forlader naturstien delvist det oprindelige banetracé og føres ad lokale småveje.

## Udbygning
Naturstien har i 1990'erne fået tilført en smal stribe asfalt. Hermed er det samtidig markeret, at cyklister og gående kan færdes på denne, mens hestehoves ødelæggelse af den jævne overflade er henvist til det gruslagte eller græsbevoksede tracé ved siden af.

## Omgivelser
På tracéens skråninger gror en mangfoldighed af træer og buske, fx mange æbletræer, men også brombær, hyldebær, mirabeller, kirsebær og blommer. Æbletræerne er spiret fra æbleskrog, som de togrejsende har kastet ud af togets vinduer.
Naturstien gennemløber et smukt morænelandskab og ved Vrads Sande tillige karakteristiske indlandsklitter. Trods det kuperede terræn er stigninger og fald på turen begrænsede. Med en snoet linjeføring og med lange gennemskæringer og dæmninger lykkedes det at føre jernbanen igennem med stigningsgrader, som datidens damplokomotiver kunne forcere ved jernbanens indvielse i 1899. Ved Vestbirk førtes banen i sin tid over Gudenåen på en for samtiden meget dristig, høj stålbro. Denne blev dog siden ved en ombygning indkapslet i en dæmning og blev anset for at være rustet væk. Den fine gamle jernbanebro havde imidlertid overlevet indkapslingen i dæmningen og er i 2014 gravet fri og sat i stand. Samtidig er der genetableret et frit løb for åen, samt mulighed for gydepladser for fisk i åen. Den genfundne Bro, som broen er kommet til at hedde, blev indviet for offentligheden 13. december 2014.

## Faciliteter
Der er langs naturstien oprettet primitive overnatningspladser, hvor der er etableret shelter, multtoilet, affaldsstativ og vandhane. Afstanden mellem pladserne er ca. 10-15 km.

- Billedgalleri
- Urup herregård set fra Bryrupbanestien
- Landskab ved Gudenådalen set fra Bryrupbanestien
- Tidligere Vestbirk station set fra Bryrupbanestien
- Tidligere Tønning station set fra Bryrupbanestien
- Tidligere Slagballe station set fra Bryrupbanestien
- Tilgroet perronkant på Bryrupbanestien